# Dulwich & Sydenham Hill Golf Club
De Dulwich & Sydenham Hill Golf Club is een besloten golfclub bij Dulwich.
De eerste zes holes werden in 1893 aangelegd door Tom Dunn. Daarna werden er drie holes bijgemaakt door Willie Park en de rest van de 18-holes bosbaan werd ontworpen door de bekende Harry S Colt die in Nederland onder meer de Hilversumsche Golf Club, de Golfclub De Dommel en de Kennemer Golf & Country Club ontwierp. De baan was in 1910 klaar. Hij ligt op de Syndenham Hill en is licht glooiend waardoor de speler mooi uitzicht over de bossen heeft op het nabijgelegen Dulwich College en het op afstand liggende centrum van Londen.
Enkele jaren geleden werd de baan gerenoveerd en werden er enkele waterpartijen aangelegd.

## Trivia
Henry Cotton heeft op Dulwich College gezeten. Nadat hij daar stokslagen had gekregen en verbannen werd van het cricket team, kondigde hij aan dat hij dan maar golf zou gaan spelen. Hij werd de beroemdste Engelse speler aller tijden. Van 1926-1932 was hij daar de clubprofessional.